# Vila Nova de Paiva
Vila Nova de Paiva ist eine  Kleinstadt (Vila) und ein Kreis (Concelho) in Portugal mit 4662 Einwohnern auf einer Fläche von 175,5 km².(Stand: 19. April 2021)

## Geschichte
Die Anta de Pendilhe, die Orca dos Juncais und andere Megalithanlagen belegen eine vorgeschichtliche Besiedlung. Spätere Felsengräber zeigen ihre Existenz seit dem 7. Jahrhundert n. Chr. Mindestens seit dem 11. Jahrhundert n. Chr. bestand hier eine eigenständige Gemeinde. Der Ort hieß Vila de Barrelas und gehörte zum Kreis Fráguas, bis er 1883 Sitz des Kreises wurde. In dem Zuge erhielt sowohl der Kreis als auch der Ort seine heutige Bezeichnung, unter Bezugnahme auf die Lage am Paiva, einem Fluss, der bei Castelo de Paiva in den Douro mündet.

## Verwaltung

### Kreis
Vila Nova de Paiva ist Verwaltungssitz eines gleichnamigen Kreises (Concelho). Die Nachbarkreise sind (im Uhrzeigersinn im Norden beginnend): Tarouca, Moimenta da Beira, Sátão, Viseu sowie Castro Daire.
Mit der Gebietsreform im September 2013 wurden die Gemeinden (Freguesias) Vila Nova de Paiva, Alhais und Fráguas zur neuen Gemeinde União das Freguesias de Vila Nova de Paiva, Alhais e Fráguas zusammengefasst. Der Kreis besteht seither aus den folgenden fünf Gemeinden:
Die folgenden Gemeinden (Freguesias) liegen im Kreis Vila Nova de Paiva:

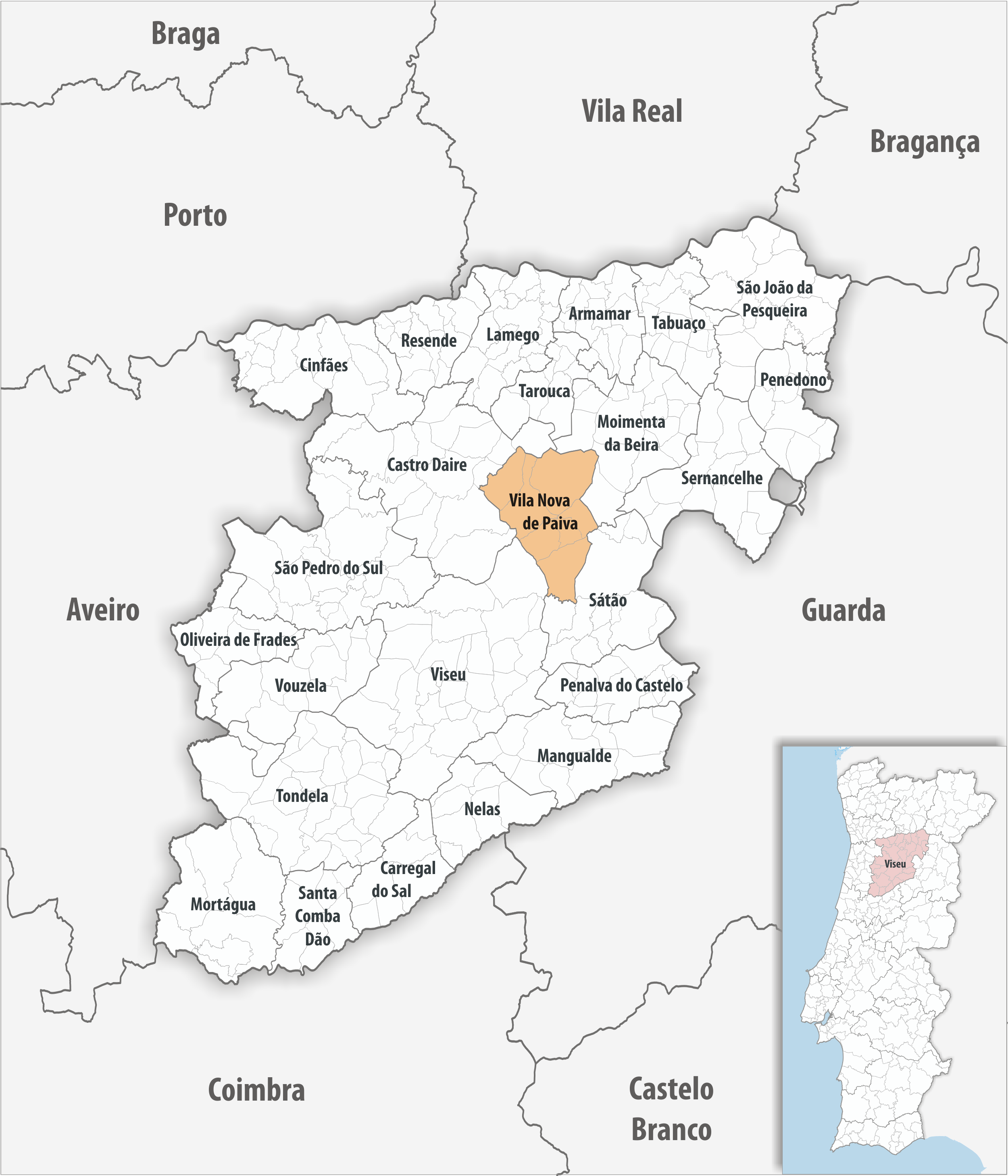
Kreis Vila Nova de Paiva

| Gemeinde                             | Einwohner (2021) | Fläche km² | Dichte Einw./km² | LAU- Code |
| ------------------------------------ | ---------------- | ---------- | ---------------- | --------- |
| Pendilhe                             | 493              | 24,19      | 20               | 182203    |
| Queiriga                             | 523              | 31,94      | 16               | 182204    |
| Touro                                | 819              | 50,17      | 16               | 182205    |
| Vila Cova à Coelheira                | 940              | 32,03      | 29               | 182206    |
| Vila Nova de Paiva, Alhais e Fráguas | 1.887            | 37,21      | 51               | 182208    |
| Kreis Vila Nova de Paiva             | 4.662            | 175,54     | 27               | 1822      |

### Bevölkerungsentwicklung
| 1801 | 1849  | 1900  | 1930  | 1960  | 1981  | 1991  | 2001  | 2004  | 2005  |
| ---- | ----- | ----- | ----- | ----- | ----- | ----- | ----- | ----- | ----- |
| 709  | 4.686 | 6.954 | 7.400 | 8.931 | 6.420 | 6.088 | 6.090 | 6.318 | 6.479 |

### Kommunaler Feiertag
- 2. März

### Städtepartnerschaften
- Frankreich: Orsay[8]

## Verkehr
Der Ort liegt an der Nationalstraße N329, die südlich bei Sátão in die N229 übergeht. Die Distrikthauptstadt Viseu und ihre Anschlüsse an die Autobahn A25 (hier auch Europastraße 80) und die A24 sind so etwa 30 km südlich zu erreichen. Auch die kleinere N323 führt in etwa gleicher Streckenlänge dorthin.
Vila Nova de Paiva ist in das landesweite Busnetz der Rede Expressos eingebunden.

## Söhne und Töchter der Stadt
- Aarão Ferreira de Lacerda (1863–1921), Zoologe, Arzt und Hochschullehrer
- José Augusto Correia de Campos (19. Jh.), Militär, Autor und Historiker
- Cláudio Ramos (* 1991), Fußballtorwart

Der vielseitig mit Deutschland verbundene Schriftsteller Aquilino Ribeiro wurde hier getauft, in der Gemeinde Alhais.